# Cimborrio y cúpula del crucero del antiguo hospital General de Valencia
El conjunto formado por el Cimborrio y la Cúpula del crucero del Antiguo Hospital de Valencia, que en la actualidad alberga la Biblioteca Pública Provincial (dependiente de la Consellería de Cultura y Educación) y la Eurobiblioteca CEE, forman parte de un bien catalogado como de interés cultural conocido como "Recinto del Hospital Viejo y Ermita de Santa Lucía" por la Generalidad Valenciana.

## Localización
Está localizado entre las calles del Hospital y de Guillem de Castro de Valencia. El complejo del antiguo hospital de inocentes de Valencia se presenta en la actualidad como un conjunto cruciforme de dos plantas, con brazos de desigual longitud y anchura, en cuya intersección se origina un cimborrio octogonal cubierto con cúpula oval sobre tambor. Este singular cimborrio está además incluido en la declaración de Bien de Relevancia Local (BRL) de Valencia, IGPCV 46.250-999-000030, con categoría de “Espacio de protección arqueológica” y grado de protección de bienes inmuebles 2ª. 

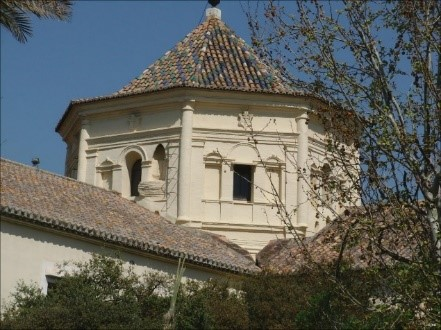
Vista exterior cimborrio antiguo hospital de valencia

## Descripción histórica y geográfica
La cúpula del crucero del antiguo Hospital General introduce un concepto arquitectónico nuevo en el ámbito de la arquitectura civil tardo medieval hispánica, y pone de manifiesto el impacto en la península de los nuevos modelos arquitectónicos del Renacimiento. A finales del cuatrocientos, Valencia era hegemónica entre las ciudades de los estados de la Corona de Aragón, caracterizándose por un intenso intercambio comercial y cultural preferentemente con las ciudades italianas, como Génova, Nápoles o Venecia. Era la ciudad más poblada de la península con 75.000 habitantes, solo superada por la ciudad de Granada. Las pestes eran frecuentes y causaban grandes estragos en la población.
El viejo hospital estaba situado en el interior de la ciudad, junto a la puerta de Torrent de la muralla del siglo XIV. El Consell propone en 1482 la construcción del Hospital General de Valencia, y en 1494 se comienza a construir una enfermería con planta de cruz, cuyas obras se prolongarían hasta las primeras décadas del quinientos. La nueva enfermería se desarrolla con largas naves que tienen 44 y 48 palmos valencianos de anchura libre respectivamente. En el crucero, intersección de las alas, se eleva un cimborrio. Tanto la cubierta como la estructura estaban resueltas con carpintería de armar, como lo atestigua el *Capitulario y Concordia entre el Hospital General y el Mestre Jaume Lagostera Fuster* para la realización de la cubierta del crucero, de fecha de 1538.
En el año 1545, se incendia la recién acabada enfermería, y la reconstrucción casi inmediata, dada la urgencia de disponer de un hospital, se realiza según las trazas de Gaspar Gregori y sus dos modelos de madera que ha realizado para definir la intervención. El nuevo proyecto se inicia con la construcción de la enfermería de “febres” (fiebres) y supone una importante transformación constructiva y, consecuentemente, formal. La historiadora Mercedes Gómez-Ferrer opina que la renovación fue total y tan solo debieron aprovechar la cimentación.

## Descripción arquitectónica
En su construcción se introduce el arco de medio punto y el arco rebajado, columnas compuestas y dóricas, y un sistema de abovedamiento que supone una gran novedad, las bóvedas vaídas. Joaquín Bérchez describe:

“Incorporó ‘quadras cubiertas de bóvedas’, debiéndose experimentar por vez primera de una forma masiva las técnicas renacentistas de abovedamiento en ladrillo, basadas en el empleo de ligeras, pero incombustibles, bóvedas vaídas, posiblemente tabicadas”

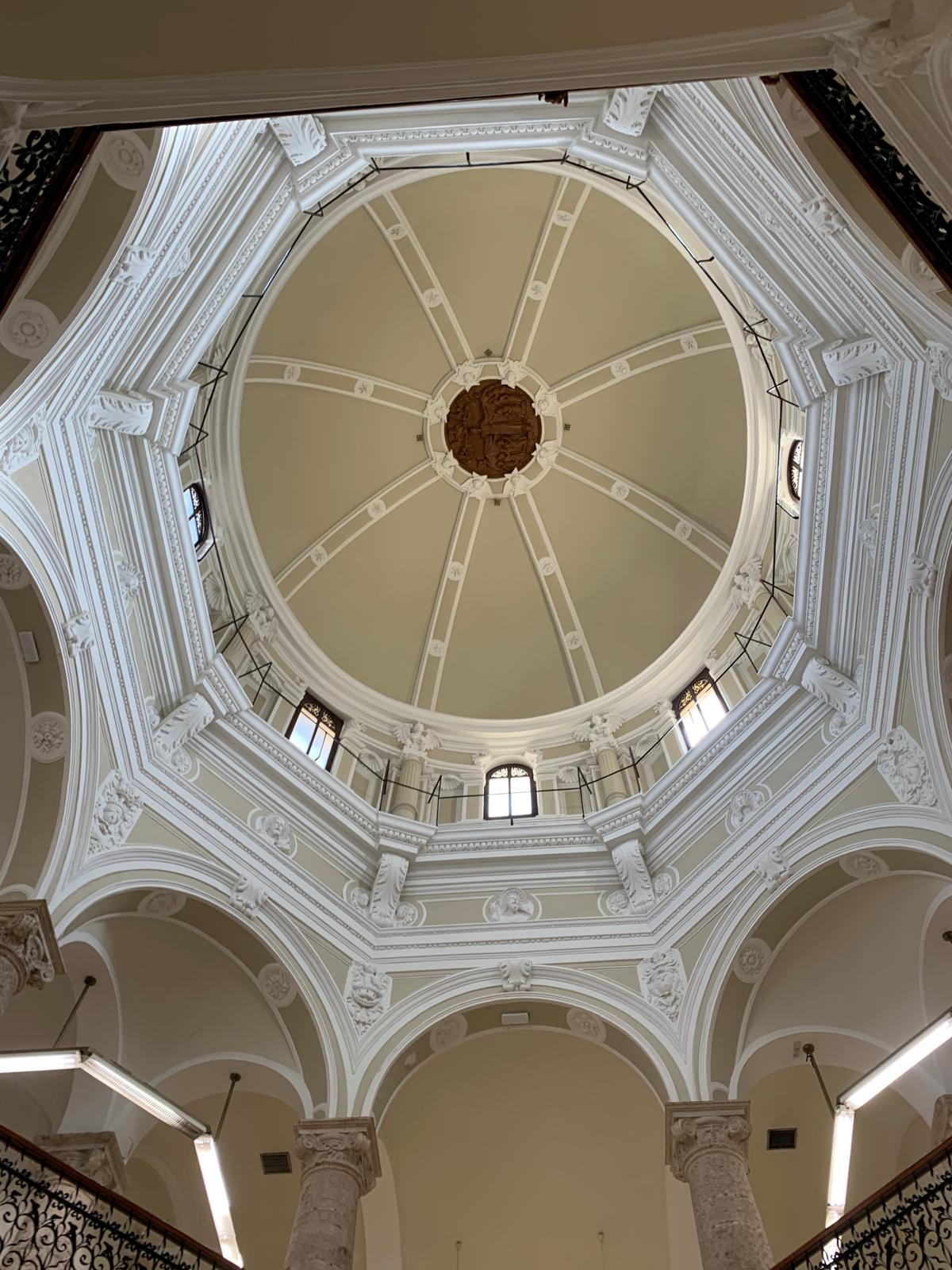
Vista cenital de la cúpula del cimborrio del antiguo hospital

Un elemento dominante de la arquitectura de las enfermerías es el espacio central del crucero, citado en la documentación como “cimbori”. Interiormente proporciona a la enfermería gran unidad espacial, fundiendo ambas plantas y proyectándose exteriormente su imagen que se eleva sobre la cubierta de las alas, destacando el volumen del tambor octogonal.
El crucero se configura a partir de la planta del octógono, definido por ocho columnas. En la planta inferior, la transición al espacio central es realizada mediante cartelas de piedra que apean las bóvedas capialzadas de planta trapezoidal. En el piso superior se sitúan ocho columnas de orden compuesto y fuste liso, que se diferencia del resto de columnas de la planta, que son de menor diámetro y de orden dórico.

## Descripción constructiva
Según la información sobre la intervención realizada en los años setenta, los muros perimetrales que definen los brazos del crucero son de fábrica de ladrillo de 90 cm de espesor. Los arcos son de ladrillo dispuesto a sardinel, y las bóvedas vaídas son tabicadas, de tres capas de rasilla maciza. La intervención de 1974 eliminó capas de escombro en el relleno y se colocó una losa resistente de hormigón armado.

## Las estructuras abovedadas de fábrica en la conservación del patrimonio
Las estructuras abovedadas de fábrica, como es el caso de la cúpula del crucero del antiguo hospital de Valencia, constituyen una parte fundamental del patrimonio arquitectónico hasta la segunda mitad del siglo XIX. La *Carta de Venecia* de 1964 enfatiza la conservación de estos elementos históricos.

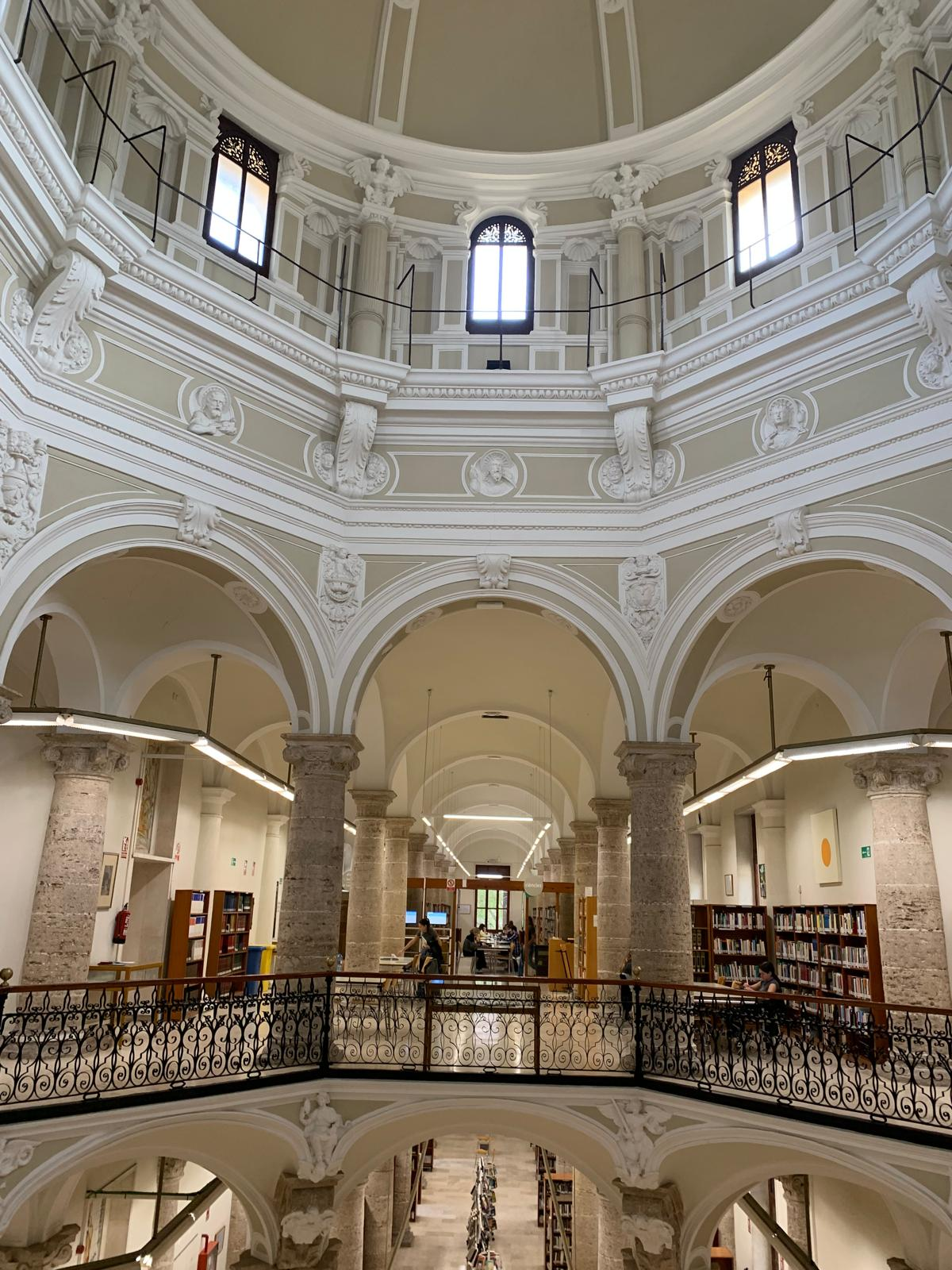
Vista interior cupula cimborrio

### Ficha técnica
Primer nivel
- Altura: 6,10 m.
- Altura arcos: 5,55 m.

Segundo nivel.
- Altura: 13,45 m.
- Altura arcos: 10,75 m.

Tambor.
- Altura: 16,90 m.
- Lado exterior: 4,50 a 5,30 m (octógono irregular).
- Espesor: 0,85 m.

Cúpula ovalada.
- Eje mayor: 10,30 m.
- Eje menor: 9,30 m.
- Flecha: 3,60 m.